# Diocese de Jabalpur
A Diocese de Jabalpur (Latim: Dioecesis Iabalpurensis) é uma diocese localizada no município de Jabalpur, no estado de Madia Pradexe, pertencente a Arquidiocese de Bhopal na Índia. Foi fundada em 18 de julho de 1932 pelo Papa Pio XI como prefeitura apostólica, sendo elevada a diocese em 1950. Com uma população católica de 27.093 habitantes, sendo 0,3% da população total, possui 13 paróquias com dados de 2018.

## História
Em 18 de julho de 1932 o Papa Pio XI cria a Prefeitura Apostólica de Jubbulpore através dos territórios da Diocese de Allahabad e da Diocese de Nagpur. Em 1950 a prefeitura apostólica tem seu nome alterado para Prefeitura Apostólica de Jabalpur. Em 1954 é elevada para Diocese de Jabalpur. Em 1963 a Diocese de Ajmer e Jaipur, Diocese de Indore e a Diocese de Jabalpur perdem território para a formação da Arquidiocese de Bhopal. Em 1968 a Diocese de Jabalpur perde novamente território, dessa vez para a criação do Exarcado Arquiepiscopal de Satna.

## Lista de bispos
A seguir uma lista de bispos desde a criação da prefeitura apostólica em 1932, em 1954 é elevada a diocese.
|                     | Nome                                       | Período     | Notas                           |
| Bispos              | Bispos                                     | Bispos      | Bispos                          |
| ------------------- | ------------------------------------------ | ----------- | ------------------------------- |
| 5º                  | Valan Arasu                                | 2024-       | Atual                           |
| 4º                  | Gerald Almeida                             | 2001 - 2024 | Bispo emérito                   |
| 3º                  | Théophane Matthew Thannickunnel, O. Praem. | 1976 - 2001 |                                 |
| 2º                  | Leobard D'Souza                            | 1965 - 1975 | Nomeado arcebispo de Nagpur     |
| 1º                  | Conrad Dubbelman, O. Praem.                | 1954 - 1965 | Nomeado bispo de Adada, Turquia |
| Prefeito apostólico |                                            |             |                                 |
| 1º                  | Conrad Dubbelman, O. Praem.                | 1933 - 1954 | Nomeado bispo dessa diocese     |